# Parydroptera discomyzina
Parydroptera discomyzina är en tvåvingeart som beskrevs av Collin 1913. Parydroptera discomyzina ingår i släktet Parydroptera och familjen vattenflugor. Inga underarter finns listade i Catalogue of Life.